# Петросян, Гагик Размикович
Гагик Размикович Петросян (арм. Գագիկ Ռազմիկի Պետրոսյան; род. 10 марта 1973, Степанакерт) — армянский государственный, общественный и политический деятель, депутат четырёх созывов Национального Собрания непризнанной 
Нагорно-Карабахской Республики.

## Биография
Родился 10 марта 1973 года в Степанакерте.
В 1989 году окончил среднюю школу №8 г. Степанакерта.
В 1994 году окончил историко-филологический факультет Арцахского Государственного Университета.
Активный участник Арцахского национально-освободительного движения. Состоял в группе «Цехакрон», затем в группе «Размика».
В 1992—1993 годах — помощник начальника штаба Центрального Оборонительного Района (ЦОР) АО НКР.
В 1993—1994 годах — Начальник физподготовки учебного мотострелкового полка АО НКР.
В 1994—1997 годах — начальник спорткоманды АО НКР.
В 1997—1999 годах — начальник Спортклуба АО НКР.
В 2000—2005 годах — депутат Национального Собрания НКР 3-го созыва, заместитель председателя постоянной комиссии НС НКР по внешним отношениям.
В 2005—2010 годах — депутат Национального Собрания НКР 4-го созыва, председатель постоянной комиссии НС НКР по вопросам производства и производственных инфраструктур.
В 2010—2015 годах — депутат Национального Собрания НКР 5-го созыва, председатель постоянной комиссии по государственно-правовым вопросам.
В 2010—2015 годах — Председатель фракции «Родина» насчитывающая 16 депутатов.
В 2015—2020 годах — депутат Национального Собрания НКР 6-го созыва, член постоянной комиссии по государственно-правовым вопросам.
Член президиума партии «Свободная родина» до 2020 года.
Член парламентской фракции «Родина» до 2020 года.
С 2020 года занимается предпринимательской деятельностью.
Автор многочисленных статей и публикаций, посвященных вопросам международной безопасности.
Имеет воинское звание Капитана.
Женат, имеет двоих сыновей.

## Награды
Награждён медалями «За боевые заслуги» (1 сентября 2006 года) и «Мхитар Гош» (16 февраля 2017 года).